# Ferrari GT4

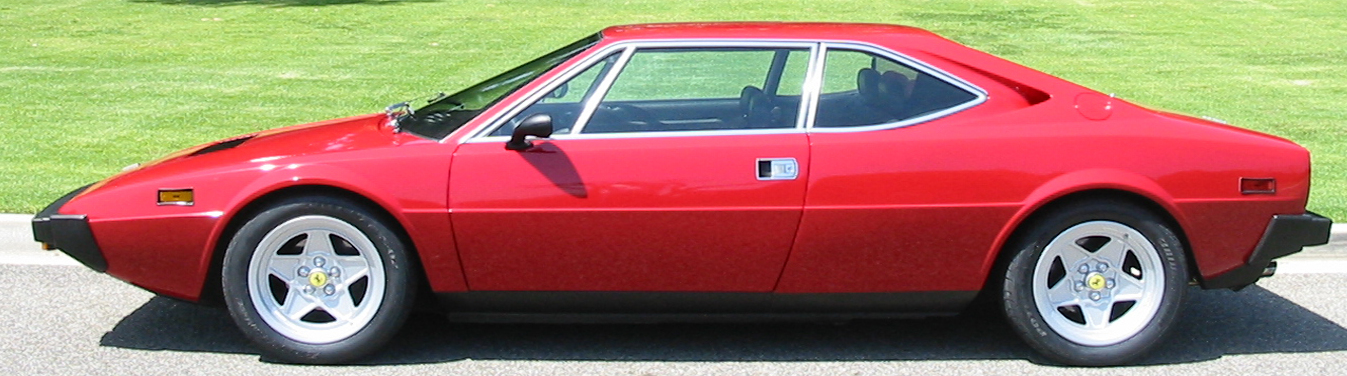
Ferrari 308 GT4 z boku

Ferrari 308/208 GT4 – sportowe samochody osobowe produkowane przez włoską firmę Ferrari w latach 1973–1980, wywodzące się z serii Dino i początkowo do 1976 roku oznaczane marką Dino. Dostępne jako 2-drzwiowe coupé o układzie miejsc 2+2. Do napędu używano silników V8 o pojemności 2,0 (model 208) lub 2,9 litra (308). Moc przenoszona była na oś tylną poprzez 5-biegową manualną skrzynię biegów. Samochód został zastąpiony przez model Mondial 8.

## Dane techniczne (208 GT4)

### Silnik
- V8 2,0 l (1991 cm³), 2 zawory na cylinder, DOHC
- Układ zasilania: cztery gaźniki Weber 34 DCNF
- Średnica × skok tłoka: 66,80 mm × 71,00 mm
- Stopień sprężania: 9,0:1
- Moc maksymalna: 170 KM (125,3 kW) przy 7700 obr./min
- Maksymalny moment obrotowy: 186 N•m przy 4900 obr./min

### Osiągi
- Przyspieszenie 0-100 km/h: brak danych
- Prędkość maksymalna: 217 km/h

## Dane techniczne (308 GT4)

### Silnik
- V8 2,9 l (2927 cm³), 2 zawory na cylinder, DOHC
- Układ zasilania: cztery gaźniki Weber 40 DCNF
- Średnica × skok tłoka: 81,00 mm × 71,00 mm
- Stopień sprężania: 8,8:1
- Moc maksymalna: 256 KM (187,9 kW) przy 7600 obr./min
- Maksymalny moment obrotowy: 283 N•m przy 5000 obr./min

### Osiągi
- Przyspieszenie 0-100 km/h: 6,7 s
- Prędkość maksymalna: 257 km/h

## Galeria

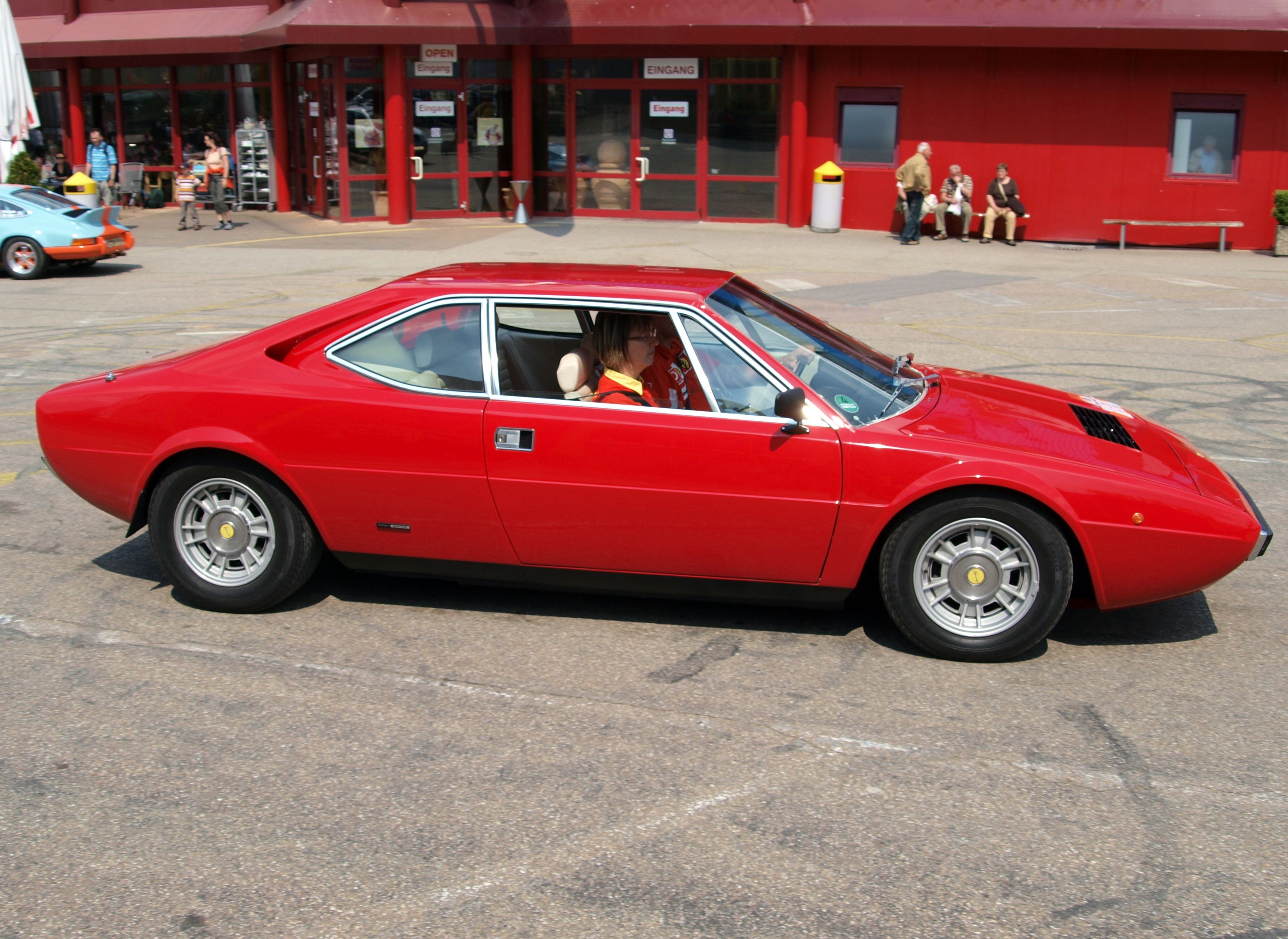
Ferrari GT4
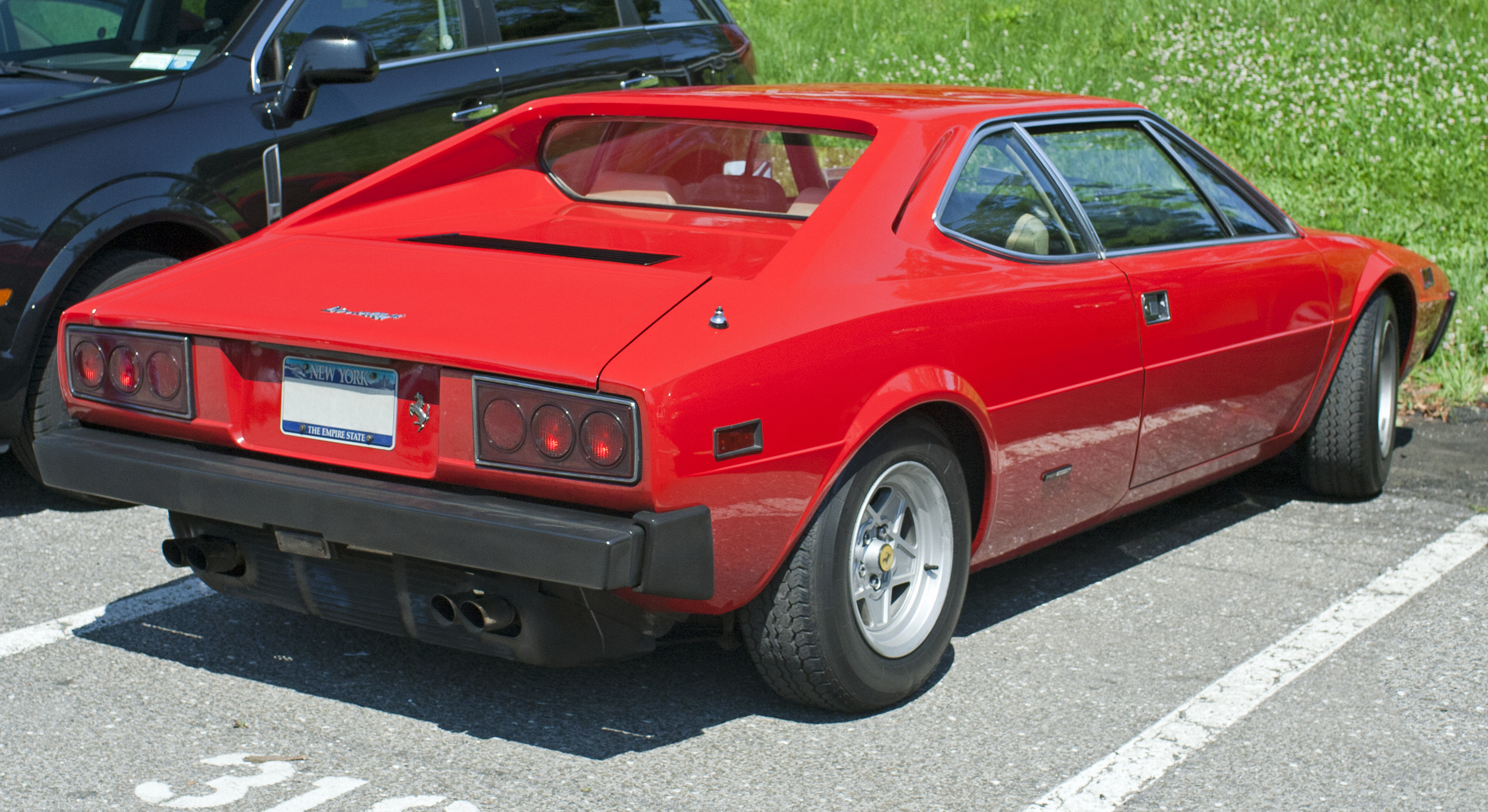
Ferrari Dino 308 GT4
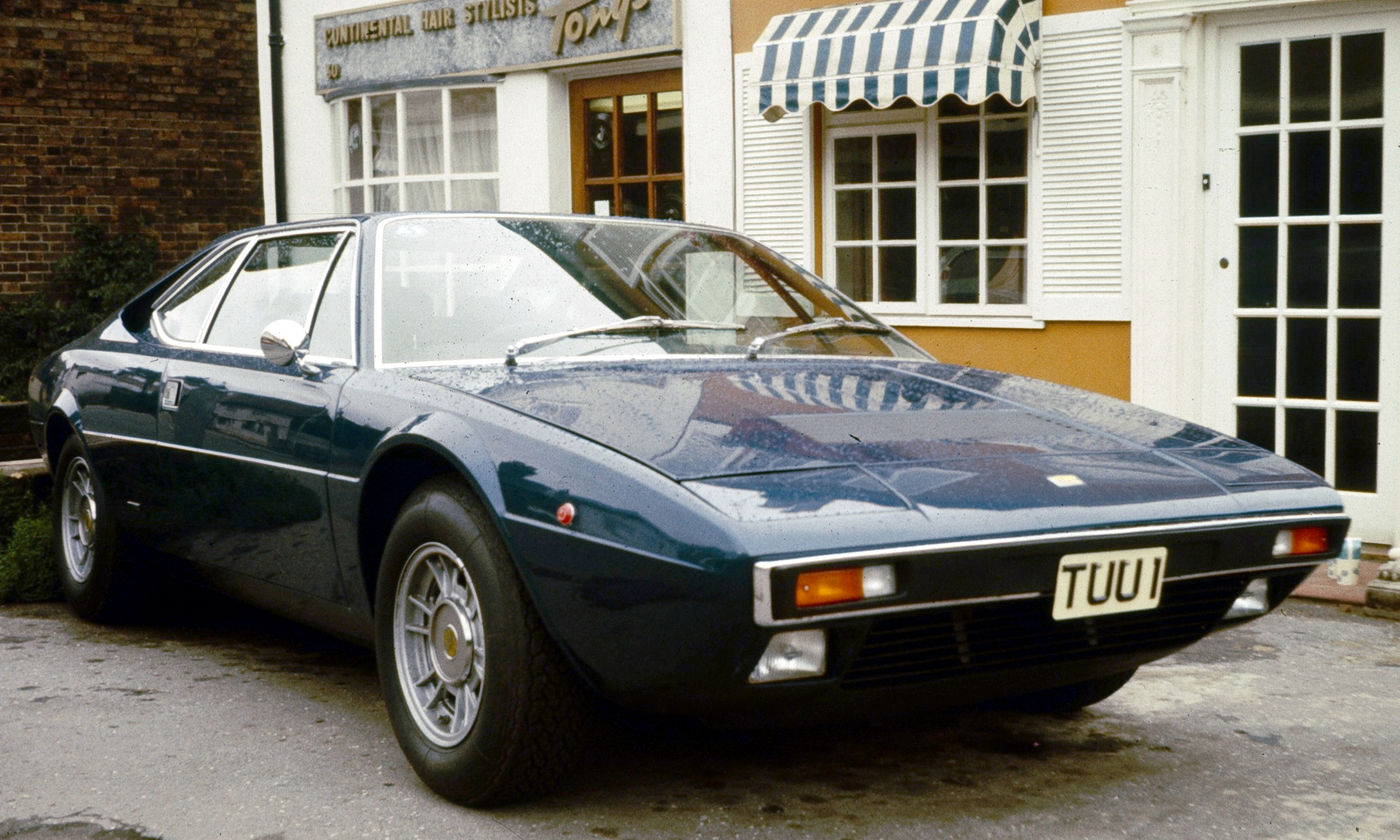
Ferrari Dino 308 GT4
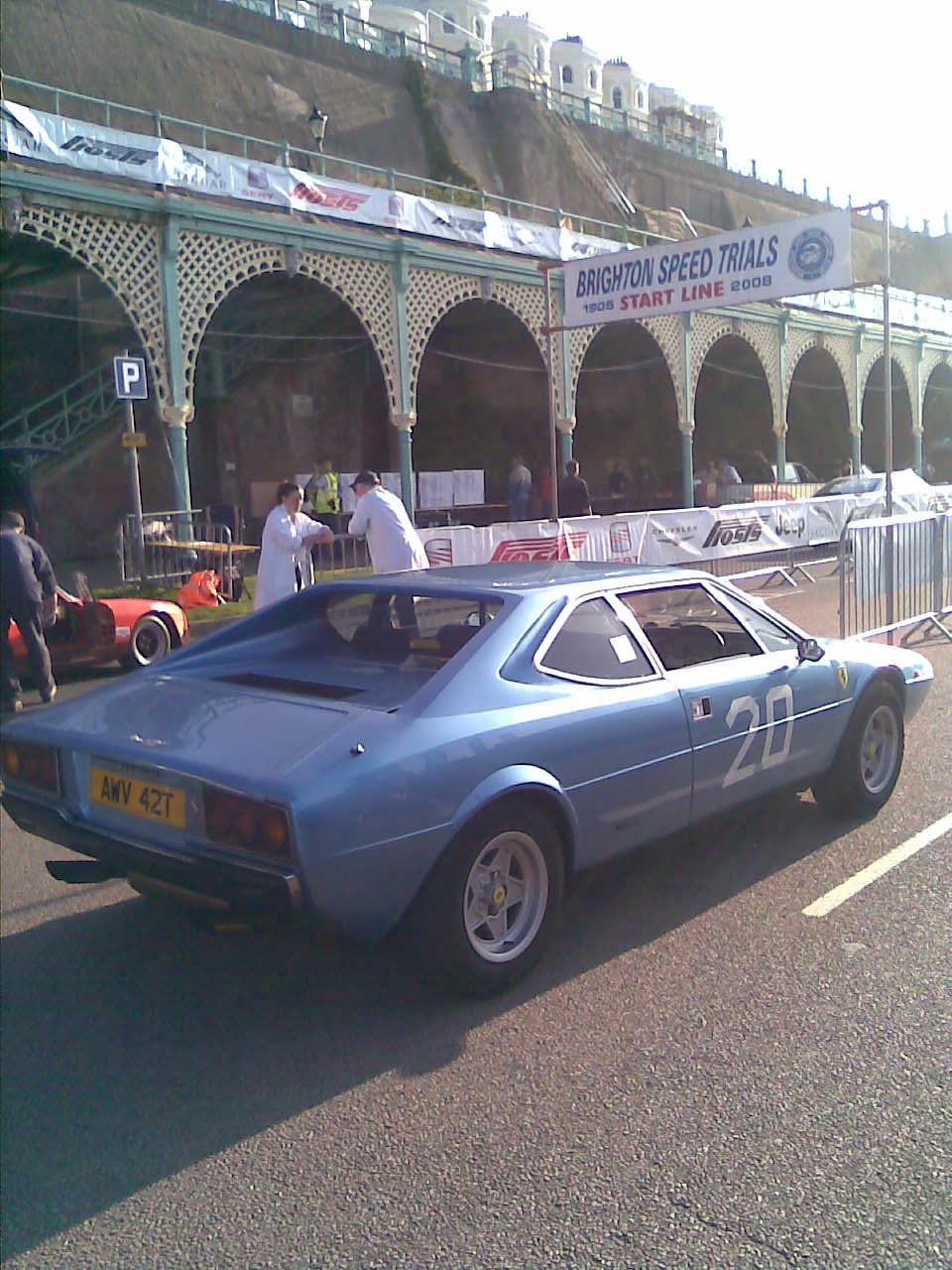
Ferrari Dino 308 GT4